# Polák Ede
Polák Ede József (Alsópél, Bars vármegye, 1816. március 12. – Budapest, 1892. március 18.) bölcseleti doktor, piarista áldozópap és tanár, igazgató és a rend kormánysegéde.

## Élete
Szülei korán átköltöztek Nyitrára és a gimnáziumot is ott végezte. Ugyanitt 1832. szeptember 25-én lépett a rendbe; a két próba-évet Trencsénben töltötte, ahol tanárnak is alkalmazták. 1835 és 36-ban Debrecenben volt próbaéves tanár és Vácon folytatta bölcseleti tanulmányait. Az 1838-1839. évet Nyitrán töltötte és tanulta a teológiát, készülve a bölcseletdoktori szigorlatra, melyet 1839-ben le is tett. 1839-40-ben Nyitrán, 1840-41-ben Szentgyörgyön kizárólag teológiai tanulmányokkal foglalkozott. 1841. augusztus 5-én pappá szenteltetett Nyitrán. 
Gimnáziumi tanár volt 1842-43-ban Selmecen, 1844-től 1850-ig Temesvárt, különösen szaktárgyának a természettannak szentelve idejét. 1850-ben Selmecre helyezték át, ahol a természettant és latin nyelvet tanította, 1860-tól 1864-ig Pesten latin nyelvet, fizikát, matézist és filozófiát tanított. 1863-ban a kecskeméti főgimnázium igazgatója és a rendi növendékek vezetője lett. 1868-ban tiszteleti kormánytanácsossá, 1877-ben pedig tiszteleti kormánysegéddé választották. Midőn mint az 1882. évi nagygyűlés által megválasztott valóságos kormánysegéd Budapestre volt menendő, május 31-én Kecskeméten tartózkodásának húsz évét megünnepelte az ottani tanulóifjuság és a város előkelősége. 
1883-tól állandóan Budapesten lakott, levéltári és tanügyi biztosi teendőket végezve, majd mint a rend pénztárnoka és vagyonának gondozója működött. 1891. augusztus 5-én tartotta aranymiséjét.

## Újságcikkei
Cikkei a selmeci gimnázium Értesítőjében (1857. Wurf und Centralbewegung, 1859. Chronologisch-historische Derstellung der physikalischen Erfindungen); a kecskeméti főgymnasium Értesítőjében (1866. Az állat- és növényország viszonya a légkörhöz, 1867. A hő nagy szerepe a természet gazdászatában, 1868. A szelek a nagy világban s befolyásuk az időre, 1869. A légnedvesség tüneményei, 1872. A légsúlymérő ingadozásai, 1875. A légkör villámtüneteiről, 1877. Középiskolai rendtartás, A fénytani lencsék képletének egyszerű levezetése, 1880. Nézetek a jégeső tüneményéről és Archimed elvének bebizonyítása, 1883. A légkör fénytüneteiről); a Természetben (1869. Időjósok a természet három országában, Jegyzetek a hallásról, 1870. A tiszta látás föltételei, Csalódások a látott tárgyak távolai-, nagyságai-, helyei-, mozgásai- és idomairúl hozott ítéleteinkben, 1871. A víz sajátságos magatartása 0 és +4 hőfok között, 1874. A sugárzó hő tüneményeiről, 1875. A hő fejlesztéséről); írt még ezeken kívül sok tanügyi és természettani cikket a Tanodai Lapokba, a Reformba s a Kecskeméti Lapokba.